# The Collection – The Collector 2
The Collection – The Collector 2 ist ein US-amerikanischer Horrorfilm von Regisseur Marcus Dunstan aus dem Jahr 2012. Der Film ist die Fortsetzung des Films The Collector – He Always Takes One aus dem Jahr 2009.

## Handlung
Elena, alias Elle wird von ihren Freunden Missy und Josh eingeladen, zu einem unterirdischen Nachtclub mitzukommen. Sie geht in ein Zimmer und findet einen jungen Mann, Arkin, gefangen und befreit ihn anschließend. Unterdessen werden die Gäste mit Konstruktionen getötet, die der Collector selbst verbaut hat. Elle wird von dem Collector entführt und Arkin kann schwer verletzt entkommen. Daraufhin wird Arkin von Elles Vater Mr. Peters Untermännern entführt und durch Lucello beauftragt auf die Jagd nach dem Collector zu gehen und Elle zu retten. Aber selbst im Unterschlupf des Collectors befinden sich Fallen, sodass aus Jägern Gejagte werden.

## Veröffentlichung in Deutschland
Nachdem The Collection bei der FSK wegen der expliziten Gewaltszenen scheiterte, wurde die ungeschnittene Fassung bei den Juristen der SPIO vorgelegt und bekam das schwere Siegel der SPIO/JK „strafrechtlich unbedenklich“.
Um eine indizierungsfeste Fassung in der Hinterhand zu haben, wurde am 16. Mai 2013 neben der ungeschnittenen Fassung eine zensierte Version des Films mit dem FSK-Siegel „keine Jugendfreigabe“ veröffentlicht. Wie beim Vorgänger The Collector – He Always Takes One wurden deutliche Gewaltszenen rausgeschnitten. Diesmal sogar im Framebereich, damit nicht alle Gewaltszenen fehlen. Bei der zensierten Fassung wurden insgesamt 64 Schnitte eingesetzt, die die Laufzeit um 2 Minuten 38 Sekunden verkürzen.

## Fortsetzung
2019 begannen die Dreharbeiten zu The Collector 3 – Der Sammler schlägt wieder zu dem dritten Teil, sie wurden jedoch nach nur 8 Tagen eingestellt und erst Anfang 2021 wieder fortgesetzt.

## DVD- und BD-Veröffentlichung
Deutschland:
- The Collection – The Collector 2 auf BD und DVD (gekürzt, FSK 18) erschien am 16. Mai 2013[7]
- The Collection – The Collector 2 auf BD und DVD (ungekürzt, SPIO/JK: s. u.) erschien am 16. Mai 2013[8]